# Vilhivciîk, Korsun-Șevcenkivskîi
Vilhivciîk (în ucraineană Вільхівчик) este un sat în comuna Cerepîn din raionul Korsun-Șevcenkivskîi, regiunea Cerkasî, Ucraina.

## Demografie
Componența lingvistică a localității Vilhivciîk
     Ucraineană (98,43%)
     Rusă (1,57%)
Conform recensământului din 2001, majoritatea populației localității Vilhivciîk era vorbitoare de ucraineană (98,43%), existând în minoritate și vorbitori de rusă (1,57%).